# Pteranthus
Pteranthus – rodzaj roślin z rodziny goździkowatych. Obejmuje dwa gatunki występujące na obszarze Afryki Północnej, na Bliskim Wschodzie, na wschodzie po Pakistan. Na wyspach Morza Śródziemnego rodzaj obecny jest na Sycylii, Malcie i Cyprze. 

## Morfologia
PokrójRośliny zielne o podnoszących się pędach.
LiścieNaprzeciwległe, także gęsto skupione. Posiadają drobne przylistki.
KwiatyWyrastają na spłaszczonych, liściopodobnych szypułkach zebrane po 3 w wierzchotkowate kwiatostany. W obrębie kwiatostanu brzeżne kwiaty są płonne, podczas gdy kwiat środkowy jest płodny. Przysadki są prosto wzniesione i zakończone haczykowatym kolcem. Działki kielicha są cztery, na końcach kapturkowate, trwałe. Płatków korony brak. Pręciki są 4, u nasady ich nitki połączone są w błoniasty, kubeczkowaty twór. Pylniki są drobne, kulistawe lub jajowate. Zalążnia powstaje z 2–3 owocolistków. Szyjka słupka jest nitkowata, w górze rozwidlona lub podzielona na trzy.
OwoceJednonasienne, okryte przez trwałe działki kielicha i przysadki.

## Systematyka
Rodzaj zaliczany jest do plemienia Paronychieae i podrodziny Paronychioideae w obrębie rodziny goździkowatych. Bywa klasyfikowany do rodziny Illecebraceae. 
Wykaz gatunków
- Pteranthus dichotomus Forssk.
- Pteranthus forskahlei Mirb.